# Le Sirius
Pour les articles homonymes, voir Sirius (homonymie).
Le Sirius est un cinéma d'art et d'essai de la ville du Havre. Il se situe rue du Guesclin, près du Cours de la République et de l'université du Havre. Durant les travaux, Le Sirius était installé temporairement Avenue Foch.

## Le nouveau Sirius (2016)
Le cinéma rénové et agrandi a ouvert ses portes en 2016 cours de République, il est doté de cinq salles de projection (60 à 330 places) d’espaces de médiation qui forment le pôle art et essai du Havre et d'un service de restauration. Toutes les salles sont équipées de projection 4K, d'un son Dolby 7.1 et d'un son Dolby Atmos dans sa plus grande salle